# Хавин, Дмитрий Захарович
Дми́трий Заха́рович Ха́вин (15 декабря 1948, Ленинград — 9 декабря 2007, Брюссель) — советский и российский журналист-международник, оператор, являлся корреспондентом телеканала НТВ.

## Биография
Дмитрий Хавин родился 15 декабря 1948 года в Ленинграде. В 1975 году окончил с отличием операторский факультет ВГИКа (в дальнейшем мог сам выполнять работу оператора), после этого работал на Гостелерадио.
Пришёл в журналистику в 1970-х годах. Освещал события в Таджикистане, Афганистане и Австралии. За свою работу был награждён медалью «За боевые заслуги».
Продолжительное время возглавлял агентство «Русская линия», специализировавшееся на съёмках видеосюжетов из стран Европы для российских телеканалов. 
С августа 1996 года Хавин работал корреспондентом на телеканале НТВ. Специализировался на освещении деятельности Евросоюза и НАТО. Помимо этого, делал репортажи и на неполитические темы. Жил в городе Ватерлоо в Бельгии. Многие из своих сюжетов Хавин снимал самостоятельно как телеоператор. Работал для телепрограмм «Сегодня», «Итоги», «Футбольный клуб» и «Страна и мир».
За несколько месяцев до смерти врачи обнаружили у Дмитрия рак. Скончался 9 декабря 2007 года, не дожив до своего 59-летия всего неделю.

## Семья
Дмитрий — сын Захария Яковлевича Хавина. Дмитрий Хавин был женат, у него остались дети и внуки. Дочь — Хавина Александра Дмитриевна. Сын — Хавин Владислав Дмитриевич. Внуки — Копцов Дмитрий Владимирович (1996 г.р.) и Копцова Дарья Владимировна (2001 г.р.).